# Prima Lega 1986-1987 (calcio femminile)
La Prima Lega 1986-1987, campionato svizzero femminile di calcio di prima serie, si concluse con la vittoria del Seebach.

## Classifica
|  | Pos. | Squadra           | Pt | G  | V  | N | P  | GF | GS | DR  |
|  | ---- | ----------------- | -- | -- | -- | - | -- | -- | -- | --- |
|  | 1.   | Seebach           | 34 | 18 | 16 | 2 | 0  | 82 | 18 | +64 |
|  | 2.   | Berna             | 31 | 18 | 14 | 3 | 1  | 79 | 19 | +60 |
|  | 3.   | Blue Stars Zurigo | 22 | 18 | 10 | 2 | 6  | 52 | 25 | +27 |
|  | 4.   | Rot-Schwarz Thun  | 18 | 18 | 6  | 4 | 8  | 30 | 37 | -7  |
|  | 5.   | Rapid Lugano      | 16 | 18 | 6  | 4 | 8  | 35 | 34 | +1  |
|  | 6.   | Rapperswil        | 15 | 18 | 7  | 1 | 10 | 28 | 35 | -7  |
|  | 7.   | Soletta           | 14 | 18 | 7  | 0 | 11 | 23 | 48 | -25 |
|  | 8.   | Veltheim          | 11 | 18 | 4  | 3 | 11 | 34 | 53 | -19 |
|  | 9.   | San Gallo         | 10 | 18 | 4  | 2 | 12 | 23 | 68 | -45 |
|  | 10.  | Sursee            | 9  | 18 | 4  | 1 | 13 | 29 | 68 | -39 |

Legenda:

      Campione di Svizzera.
      Relegate in 2ª Lega.
Note:

Due punti a vittoria, uno a pareggio, zero a sconfitta.